# Alva (Clackmannanshire)
Pour les articles homonymes, voir Alva.
Alva (Allmhagh Beag en gaélique (gd)) est une ville d'Écosse, situé dans le council area et région de lieutenance du Clackmannanshire. Elle est située dans les Ochil Hills, desservie par l'A91 (en) qui relie Stirling à St Andrews.
Une brasserie, la Harviestoun Brewery (en), se trouve dans la ville.